# Infonet
Infonet media, d. d. je medijska družba, ki ima v lastništvu radijsko mrežo Infonet, za katero opravlja produkcijo radijskega programa in pripravlja radijske novice ter opravlja televizijsko produkcijo programa TOP TV.
 

## Radijska mreža Infonet
Radijska mreža Infonet je največja komercialna radijska mreža v Sloveniji. Združuje 20 radijskih postaj, kar skupaj pokriva 85 % slovenskega ozemlja. V zadnjem letu in pol presega poslušanost 380.000 poslušalcev.
Sedem radijskih postaj je povezanih lastniško, ostale sodelujejo kot pridruženi člani. Informativni program se pripravlja za Radio Antena, Koroški radio, Radio Maxi, MojRadio, Radio Ptuj, Radio Rogla, Zeleni val, Radio 94, Radio Celje, Radio Aktual, Radio Robin, Radio Kranj, Radio Bob, Radio Triglav, Radio Salomon, Radio 2, Rock Maribor, Radio Veseljak, Radio Fantasy in Net FM.
Radio 1 ni del radijske mreže, je pa lastniško povezan z družbo Infonet media, d. d. 

## Infonetove novice
Na nekaterih radijskih postajah, povezanih v mrežo, se predvajajo Infonetove radijske novice, ki na kratek, a jedrnat način ponujajo informacije o aktualnem dogajanju. Predvajajo se vsako polno uro, med tednom med 6:00 in 19:00 uro ter med 9:00 in 17:00 ob vikendih in praznikih.